# Iperyt siarkowy
Iperyt siarkowy (iperyt, gaz musztardowy) – organiczny związek chemiczny z grupy tioeterów. Stosowany jako bojowy środek trujący (BST) z grupy iperytów. Nazwa iperyt pochodzi od miejscowości Ypres w Belgii, gdzie w czasie I wojny światowej 12 lipca 1917 został on użyty bojowo po raz pierwszy.
Po raz pierwszy opisał go w 1860 roku brytyjski fizyk Frederick Guthrie. Podczas pracy z substancją rozlał ją na swoją skórę i zauważył powstanie czerwonego, piekącego pęcherza.

## Właściwości
Związek w stanie czystym jest bezbarwną, oleistą cieczą o słabym zapachu, techniczny ma barwę ciemnobrunatną i zapach musztardy lub czosnku. Łatwo i głęboko wsiąka w materiały porowate, co sprawia duże trudności przy odkażaniu. Słabo rozpuszcza się w wodzie, dobrze natomiast w rozpuszczalnikach organicznych i innych ciekłych BST. Związek rozpuszczony w wodzie ulega hydrolizie, tworząc nietoksyczne produkty w ciągu kilku godzin. Ogrzanie roztworu do temperatury wrzenia skraca ten czas do kilkunastu minut. Hydroliza iperytu nierozpuszczonego w wodzie przebiega bardzo wolno. Związek ten może przeleżeć na dnie zbiorników wodnych wiele lat. Nawet obecnie zdarzają się przypadki poparzeń rybaków iperytem wyciekłym z przerdzewiałej amunicji zatopionej w Bałtyku po zakończeniu II wojny światowej. Iperyt siarkowy używany był podczas I wojny światowej.
Po raz pierwszy gazu musztardowego jako bojowego środka trującego użyła armia niemiecka w nocy z 12 na 13 lipca 1917, wystrzeliwując 50 tys. granatów artyleryjskich z iperytem na siły brytyjskie na wschód od belgijskiej miejscowości Ypres; w konsekwencji tego ataku porażonych zostało ok. 15 tysięcy żołnierzy, z których 2–3% zmarło w ciągu następnych dwóch tygodni.
W roku 1919 Edward Bell Krumbhaar wraz z żoną Helen odkryli w wyniku przeprowadzonych eksperymentów, że iperyt siarkowy jest skutecznym środkiem w zwalczaniu nowotworów zwierzęcych. Naukowcy badali działanie antynowotworowe substancji przez 20 lat, lecz nie została ona włączona do szerszego stosowania terapeutycznego.

## Otrzymywanie
- W metodzie Depretza iperyt powstaje w reakcji dichlorku siarki z etenem:

SCl2 + 2C2H4 → (ClCH2CH2)2S
- W metodzie Meyera w pierwszym etapie w reakcji chloroetanolu z siarczkiem potasu otrzymywany jest tiodiglikol:

2ClCH2CH2OH + K2S → HOCH2CH2SCH2CH2OH + 2KCl
który następnie jest chlorowany za pomocą trójchlorku fosforu:
3(HO–CH2CH2)2S + 2PCl3 → 3(Cl–CH2CH2)2S + 2H3PO3
- W metodzie Meyera-Clarka do chlorowania zamiast PCl3 stosowany jest stężony kwas solny:

(HO–CH2CH2)2S + 2HCl → (Cl–CH2CH2)2S + 2H2O
Innymi czynnikami chlorującymi używanymi do produkcji iperytu są chlorek tionylu i fosgen.

## Działanie toksyczne
Oparzenia iperytem siarkowym występują po trwającym 4–24 godzin okresie utajenia. Działanie na drogi oddechowe ujawnia się po 4–6 godzinach, jednak w przypadku bardzo wysokich stężeń >30 mg/m³ śmierć następuje w ciągu 2–5 minut.
- Ict50 = 150 mg×min×m−3
- Lct50 = 400–1500 mg×min×m−3
- Dawka śmiertelna przez skórę: 40–60 mg/kg

Iperyt jest substancją rakotwórczą kategorii 1. Może wywołać naczyniaki starcze.

### Mechanizm działania toksycznego
Iperyt łatwo eliminuje anion chlorkowy w wewnątrzcząsteczkowej reakcji substytucji nukleofilowej z wytworzeniem reaktywnego cyklicznego jonu sulfoniowego (chlorku 1-(2-chloroetylo)tiiraniowego), zdolnego do alkilowania DNA: